# Leptosiphon harknessii
Leptosiphon harknessii är en blågullsväxtart som först beskrevs av Mary Katherine Curran, och fick sitt nu gällande namn av J.M. Porter och L.A. Johnson. Leptosiphon harknessii ingår i släktet Leptosiphon och familjen blågullsväxter. Inga underarter finns listade i Catalogue of Life.